# Давор Дуймович
Давор Дуймович (серб. Давор Дујмовић; 20 вересня 1969 року, Сараєво, Боснія та Герцоговина — 31 травня 1999 року, Ново Место, Словенія) — югославський актор. Відомий насамперед завдяки ролям у фільмах Еміра Кустуриці «Час циган» та «Тато у відрядженні».

## Біографія
Народився у бідній родині. Кар'єра в кіно розпочалась випадково, коли у 1984 році Емір Кустуриця та один з його асистентів Мирослав Маніч побачили молодого Давора в одній з кав'ярень неподалік сараєвського ринку Меркале. Дуймович був там зі своїм батьком, який працював на ринку. Кустуриця саме шукав акторів для фільму «Тато у відрядженні» і чотирнадцятилітній Давор видався йому ідеальним для ролі Мірзи. Прослуховування Давора минуло добре і він отримав роль, яка стала початком його кар'єри.
Найбільшу славу принесла йому роль Перхана у фільмі того ж Кустуриці «Час циган». Дуймович знявся також у фільмі Кустуриці «Underground», який був удостоєний Золотої пальмової гілки Каннського кінофестивалю.
У другій половині 90-х років почав вживати важкі наркотики (героїн). У той же час, живучи в місті Баня-Лука, фактичній столиці Республіки Сербської, Дуймович зробив внесок у формування культурної політики нової держави, заснувавши фонд підтримки культури в республіці. Після смерті Дуймовича його ім'ям було названо культурно-інформаційний центр в Баня-Луці.
31 травня 1999 року Давор Дуймович здійснив самогубство через повішення після затяжної депресії.

## Фільмографія
- 1985 — Тато у відрядженні / Otac na sluzbenom putu (реж. Емір Кустуриця) — Мірза
- 1987 — Strategija svrake (реж. Златко Лаваніч)
- 1988 — Час циган / Dom za vešanje (реж. Емір Кустуриця) — Перхан
- 1990 — Adam ledolomak (реж. Златко Лаваніч)
- 1991 — Praznik u Sarajevu (реж. Бенжамін Філіповіч)
- 1992 — Prokleta je Amerika (реж. Алес Курт, Марко Маринковіч)
- 1995 — Андеґраунд / Underground (реж. Емир Кустуриця) — Бата